# Zhang Yuting
Zhang Yuting (4 agosto 1999) è una pattinatrice di short track cinese.

## Biografia
Ai Giochi olimpici di Pechino 2022 ha vinto la medaglia d'oro nella staffetta 2000 m mista con Qu Chunyu, Fan Kexin, Wu Dajing e Ren Ziwei.

## Palmarès
- Olimpiadi

Pechino 2022: oro nella staffetta 2000 m mista